# Tarnobřežská republika
Tarnobřežská republika či Republika Tarnobřeh (polsky Republika Tarnobrzeska) byl krátkodobý samozvaný politický útvar, vyhlášený 6. listopadu 1918 v polském městě Tarnobřeh. Jeho hlavními zakladateli byli dva socialističtí aktivisté, Tomasz Dąbal a katolický kněz Eugeniusz Okoń.

## Dějiny
Myšlenka republiky měla kořeny v masových demonstracích rolníků, které se na podzim 1918 konaly téměř denně. Tarnobřeh byl tehdy součástí Rakouska-Uherska (Haličského a Lodomerského království) a rozpad tohoto útvaru vyvolal politické nepokoje. Po demonstraci, které se 6. listopadu zúčastnilo asi 30 tisíc lidí, se místní rolníci rozhodli využít situace a převzít moc.

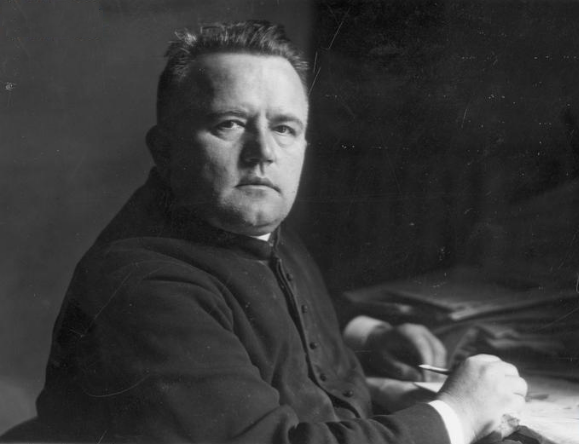
Eugeniusz Okoń

Když do města dorazily zprávy o ruské revoluci, rozhodli se socialističtí aktivisté následovat komunistické myšlenky. Požadovali likvidaci kapitalistické vlády a zavedení pozemkové reformy, která by vedla k odebrání půdy bohatým vlastníkům a jejímu předání chudým rolníkům. Rovněž pod vedením Okoně a Dąbala začali rolníci organizovat místní správu a také rolnickou domobranu.
Počátkem roku 1919 byla republika zlikvidována jednotkami čerstvě vytvořené polské armády. Otec Okoń byl zatčen, ale brzy propuštěn, když ho místní obyvatelé zvolili do polského parlamentu.